# Backhaus (Schloss Neunhof)

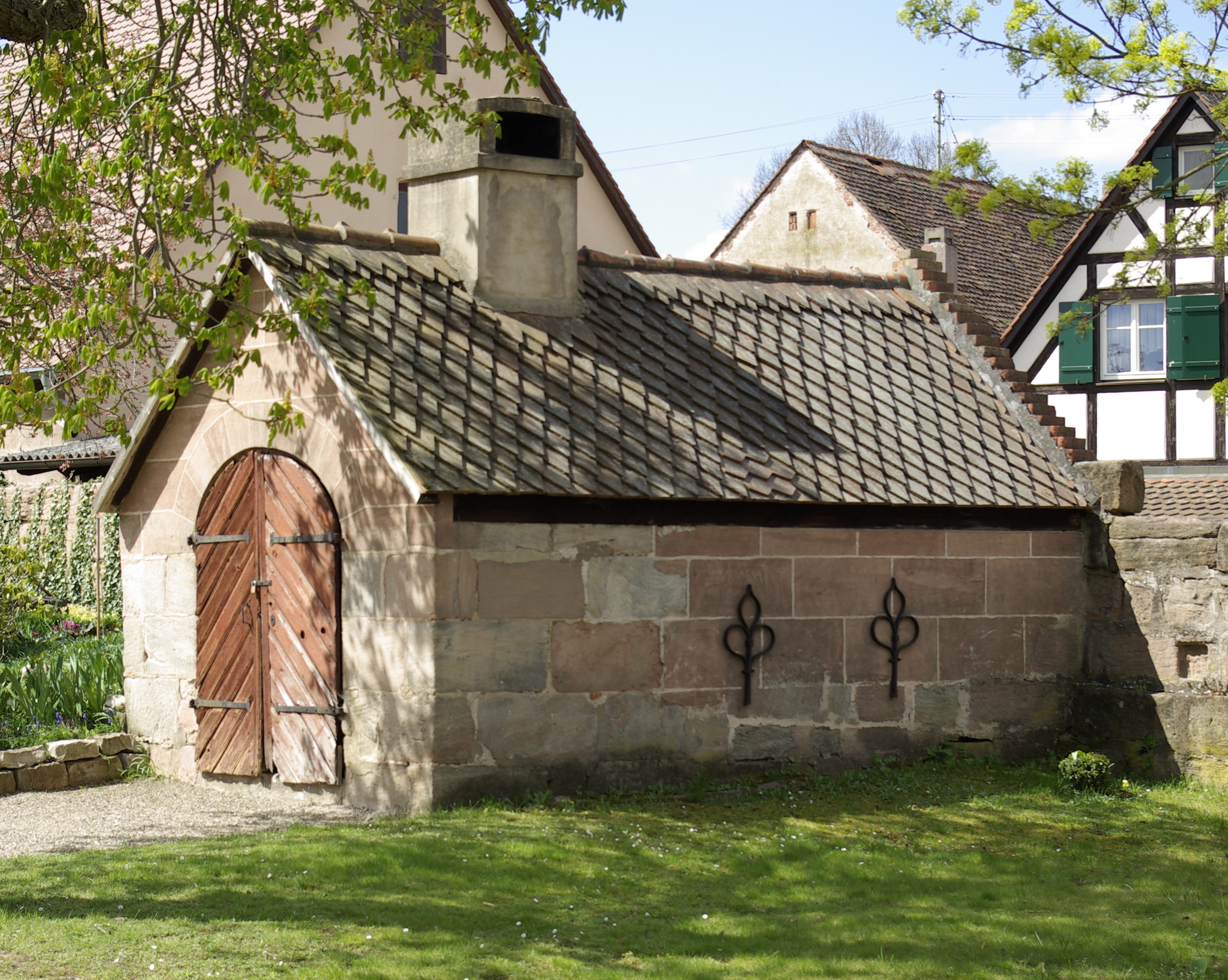
Backhaus in Neunhof

Das Backhaus des Schlosses in Neunhof, einem Stadtteil von Nürnberg im nördlichen Bayern, wurde im 18. Jahrhundert errichtet. Das Backhaus mit der Adresse Neunhofer Schloßplatz 3 ist ein geschütztes Baudenkmal.
Der eingeschossige Sandsteinquaderbau wird von einem Satteldach abgeschlossen. Der Eingang an der Giebelseite besteht aus einem hohen Rundbogenportal. Die andere Giebelseite ist an die Umfassungsmauer des Schlossareals angebaut.    